# Lijst van computerspellen van Rare
Dit is een lijst van computerspellen die gemaakt zijn door Rare Ltd., inbegrepen de speltitels die door voorganger Ultimate Play the Game voor diverse homecomputers zijn ontwikkeld.

## Computerspellen
| Titel                                              | Jaar | Platform                                                       |
| -------------------------------------------------- | ---- | -------------------------------------------------------------- |
| Jetpac                                             | 1983 | onder andere ZX Spectrum                                       |
| Atic Atac                                          | 1983 | onder andere ZX Spectrum                                       |
| PSSST                                              | 1983 | ZX Spectrum                                                    |
| Tranz AM                                           | 1983 | ZX Spectrum                                                    |
| Cookie                                             | 1983 | ZX Spectrum                                                    |
| Lunar Jetman                                       | 1983 | onder andere ZX Spectrum                                       |
| Sabre Wulf                                         | 1984 | onder andere ZX Spectrum                                       |
| Knight Lore                                        | 1984 | onder andere ZX Spectrum                                       |
| The Staff of Karnath                               | 1984 | Commodore 64                                                   |
| Underwurlde                                        | 1984 | onder andere Commodore 64                                      |
| Alien 8                                            | 1985 | onder andere ZX Spectrum                                       |
| Entombed                                           | 1985 | Commodore 64                                                   |
| Blackwyche                                         | 1985 | Commodore 64                                                   |
| Nightshade                                         | 1985 | onder andere ZX Spectrum                                       |
| Pentagram                                          | 1985 | onder andere ZX Spectrum                                       |
| Outlaws                                            | 1986 | Commodore 64                                                   |
| Cosmic Battlezones                                 | 1986 | Acorn BBC                                                      |
| Cyberun                                            | 1986 | onder andere ZX Spectrum                                       |
| Dragonskulle                                       | 1986 | Commodore 64                                                   |
| Gunfright                                          | 1986 | onder andere ZX Spectrum                                       |
| Imhotep                                            | 1986 | Commodore 64                                                   |
| Martianoids                                        | 1987 | onder andere ZX Spectrum                                       |
| Bubbler                                            | 1987 | onder andere ZX Spectrum                                       |
| Slalom                                             | 1987 | Nintendo Entertainment System                                  |
| Wizards & Warriors                                 | 1987 | Nintendo Entertainment System                                  |
| The Collected Works                                | 1988 | ZX Spectrum                                                    |
| R.C. Pro-AM                                        | 1985 | Nintendo Entertainment System                                  |
| Wheel of Fortune                                   | 1988 | Nintendo Entertainment System                                  |
| Jeopardy!                                          | 1988 | Nintendo Entertainment System                                  |
| Anticipation                                       | 1988 | Nintendo Entertainment System                                  |
| Marble Madness                                     | 1989 | Nintendo Entertainment System                                  |
| World Games                                        | 1989 | Nintendo Entertainment System                                  |
| WWF Wrestlemania                                   | 1988 | Nintendo Entertainment System                                  |
| Sesame Street 1-2-3                                | 1989 | Nintendo Entertainment System                                  |
| John Elway's Quarterback                           | 1989 | Nintendo Entertainment System                                  |
| California Games                                   | 1989 | Nintendo Entertainment System                                  |
| Taboo: The Sixth Sense                             | 1989 | Nintendo Entertainment System                                  |
| Sesame Street A-B-C                                | 1989 | Nintendo Entertainment System                                  |
| Hollywood Squares                                  | 1989 | Nintendo Entertainment System                                  |
| Who Framed Roger Rabbit                            | 1989 | Nintendo Entertainment System                                  |
| Jordan vs. Bird: One on One                        | 1989 | Nintendo Entertainment System                                  |
| Cobra Triangle                                     | 1989 | Nintendo Entertainment System                                  |
| Ironsword: Wizards & Warriors II                   | 1989 | Nintendo Entertainment System                                  |
| Wheel Of Fortune Junior Edition                    | 1989 | Nintendo Entertainment System                                  |
| Jeopardy! Junior Edition                           | 1989 | Nintendo Entertainment System                                  |
| Silent Service                                     | 1989 | Nintendo Entertainment System                                  |
| Double Dare                                        | 1990 | Nintendo Entertainment System                                  |
| Wheel of Fortune Family Edition                    | 1990 | Nintendo Entertainment System                                  |
| Jeopardy! 25th Anniversary Edition                 | 1990 | Nintendo Entertainment System                                  |
| The Amazing Spiderman                              | 1990 | Game Boy                                                       |
| Captain Skyhawk                                    | 1990 | Nintendo Entertainment System                                  |
| Pin Bot                                            | 1990 | Nintendo Entertainment System                                  |
| Snake Rattle 'n' Roll                              | 1990 | Nintendo Entertainment System                                  |
| Super Off Road                                     | 1990 | Nintendo Entertainment System                                  |
| Wizards & Warriors Chapter X: The Fortress of Fear | 1990 | Game Boy                                                       |
| Narc                                               | 1990 | Nintendo Entertainment System                                  |
| A Nightmare on Elm Street                          | 1990 | Nintendo Entertainment System                                  |
| Super Glove Ball                                   | 1990 | Nintendo Entertainment System                                  |
| Cabal                                              | 1990 | Nintendo Entertainment System                                  |
| Time Lord                                          | 1990 | Nintendo Entertainment System                                  |
| Arch Rivals                                        | 1990 | Nintendo Entertainment System                                  |
| WWF Wrestlemania Challenge                         | 1990 | Nintendo Entertainment System                                  |
| Solar Jetman: Hunt for the Golden Warship          | 1990 | Nintendo Entertainment System                                  |
| Digger T. Rock                                     | 1991 | Nintendo Entertainment System                                  |
| WWF Superstars                                     | 1991 | Game Boy                                                       |
| Battletoads                                        | 1991 | Nintendo Entertainment System, Game Boy                        |
| Beetlejuice                                        | 1991 | Nintendo Entertainment System                                  |
| Super R.C. Pro-AM                                  | 1991 | Game Boy                                                       |
| High Speed                                         | 1991 | Nintendo Entertainment System                                  |
| Sneaky Snakes                                      | 1991 | Game Boy                                                       |
| Sesame Street ABC & 123                            | 1991 | Nintendo Entertainment System                                  |
| Pirates!                                           | 1991 | Nintendo Entertainment System                                  |
| Wizards & Warriors III Kuros: Visions of Power     | 1992 | Nintendo Entertainment System                                  |
| Beetlejuice                                        | 1992 | Game Boy                                                       |
| Indy heat                                          | 1992 | Nintendo Entertainment System                                  |
| R.C. Pro-AM II                                     | 1992 | Nintendo Entertainment System                                  |
| Championship Pro-AM                                | 1992 | Mega Drive                                                     |
| Battletoads                                        | 1993 | Mega Drive, Game Gear                                          |
| Battletoads & Double Dragon                        | 1993 | Nintendo Entertainment System, Super NES, Mega Drive, Game Boy |
| Battletoads in Ragnarok's World                    | 1993 | Game Boy                                                       |
| X The Ball                                         | 1993 | Arcadespel                                                     |
| Snake Rattle'n'Roll                                | 1993 | Mega Drive                                                     |
| Monster Max                                        | 1994 | Game Boy                                                       |
| Battletoads                                        | 1994 | Arcadespel                                                     |
| Donkey Kong Country                                | 1994 | Super NES, Virtual Console                                     |
| Killer Instinct                                    | 1994 | Arcadespel                                                     |
| Donkey Kong Land                                   | 1995 | Game Boy                                                       |
| Killer Instinct                                    | 1995 | Super NES, Game Boy                                            |
| Donkey Kong Country 2: Diddy's Kong Quest          | 1995 | Super NES, Virtual Console                                     |
| Killer Instinct 2                                  | 1996 | Arcadespel                                                     |
| Ken Griffey Jr's Winning Run                       | 1996 | Super NES                                                      |
| Donkey Kong Land 2                                 | 1996 | Game Boy                                                       |
| Donkey Kong Country 3: Dixie Kong's Double Trouble | 1996 | Super NES, Virtual Console                                     |
| Killer Instinct Gold                               | 1996 | Nintendo 64                                                    |
| Blast Corps                                        | 1997 | Nintendo 64                                                    |
| Goldeneye 007                                      | 1997 | Nintendo 64                                                    |
| Donkey Kong Land 3                                 | 1997 | Game Boy                                                       |
| Diddy Kong Racing                                  | 1997 | Nintendo 64                                                    |
| Banjo-Kazooie                                      | 1998 | Nintendo 64, Xbox Live Arcade                                  |
| Conker's Pocket Tales                              | 1999 | Game Boy Color                                                 |
| Jet Force Gemini                                   | 1999 | Nintendo 64                                                    |
| Donkey Kong 64                                     | 1999 | Nintendo 64                                                    |
| Mickey's Racing Adventure                          | 1999 | Game Boy Color                                                 |
| Perfect Dark                                       | 2000 | Nintendo 64, Game Boy Color                                    |
| Donkey Kong Country                                | 2000 | Game Boy Color                                                 |
| Mickey's Speedway USA                              | 2000 | Nintendo 64                                                    |
| Banjo-Tooie                                        | 2000 | Nintendo 64, Xbox Live Arcade                                  |
| Donkey Kong GB: Dinky Kong and Dixie Kong          | 2000 | Game Boy Color                                                 |
| Mickey's Speedway USA                              | 2001 | Game Boy Color                                                 |
| Conker's Bad Fur Day                               | 2001 | Nintendo 64                                                    |
| Donkey Kong Racing                                 | 2001 | Gamecube                                                       |
| Star Fox Adventures                                | 2002 | Gamecube                                                       |
| Donkey Kong Country                                | 2003 | Game Boy Advance                                               |
| Banjo Kazooie: Grunty's Revenge                    | 2003 | Game Boy Advance                                               |
| Grabbed by the Ghoulies                            | 2003 | Xbox                                                           |
| Sabre Wulf                                         | 2004 | Game Boy Advance                                               |
| Donkey Kong Country 2 Advance                      | 2004 | Game Boy Advance                                               |
| It's Mr.Pants                                      | 2004 | Game Boy Advance                                               |
| Banjo-Pilot                                        | 2005 | Game Boy Advance                                               |
| Conker: Live & Reloaded                            | 2005 | Xbox                                                           |
| Donkey Kong Country 3 Advance                      | 2005 | Game Boy Advance                                               |
| Perfect Dark Zero                                  | 2005 | Xbox 360                                                       |
| Kameo: Elements of Power                           | 2005 | Xbox 360                                                       |
| Viva Piñata                                        | 2006 | Xbox 360                                                       |
| Diddy Kong Racing                                  | 2007 | Nintendo DS                                                    |
| Jetpac Refuelled                                   | 2007 | Xbox Live Arcade                                               |
| Viva Piñata: Trouble in Paradise                   | 2008 | Xbox 360                                                       |
| Viva Piñata: Pocket Paradise                       | 2008 | Nintendo DS                                                    |
| Banjo-Kazooie: Nuts & Bolts                        | 2008 | Xbox 360                                                       |
| Kinect Sports                                      | 2010 | Xbox 360                                                       |
| Kinect Sports: Season Two                          | 2011 | Xbox 360                                                       |
| Killer Instinct                                    | 2013 | Xbox One                                                       |
| Kinect Sports Rivals                               | 2014 | Xbox One                                                       |
| Rare Replay                                        | 2015 | Xbox One                                                       |
| Sea of Thieves                                     | 2018 | Xbox One, Windows 10                                           |